# Achim Buch
Achim Buch (geboren 1963 in Rheinbach) ist ein deutscher Fernseh- und Bühnenschauspieler, Hörspielsprecher, Hörbuch- sowie Synchronsprecher.

## Stationen der Karriere
Nach dem Abitur 1982 in Euskirchen spielte er beim Theater der Jugend in Bonn. Von 1984 bis 1988 absolvierte er die Schauspielausbildung an der Folkwangschule in Essen, danach war er Ensemblemitglied des Hessischen Staatstheaters in Wiesbaden, schließlich ab 1992 drei Spielzeiten am Nationaltheater Mannheim, danach zwei Spielzeiten am Schauspiel Frankfurt. Von 1997 bis 2000 gehörte er dem Ensemble des Thalia Theaters in Hamburg an, danach fünf Jahre lang dem Freiburger Schauspiel. Seit 2005 ist er am Deutschen Schauspielhaus Hamburg verpflichtet. Im Jahr 2013 synchronisierte Achim Buch Zbigniew Zamachowski als Hersch Fridman in der deutsch-polnisch-französischen Koproduktion Lauf Junge lauf.
2016 wurde er für den Kinofilm Rogue One: A Star Wars Story engagiert, in dem er Jiang Wen als Baze Malbus spricht.
Neben seiner Tätigkeit bei Funk, Film und Fernsehen gastierte Buch auch bei den Wiener Festwochen, den Ruhrfestspielen Recklinghausen und den Salzburger Festspielen, an den Staatstheatern Stuttgart und Dresden, am Residenztheater München, am Renaissancetheater Berlin sowie an den Schauspielhäusern Bochum und Düsseldorf.
Er lebt in Hamburg.

## Filmografie

### Fernsehfilme (Auswahl)
- 1999: Der Hurenstreik — Eine Liebe auf St. Pauli
- 2000: Bella Block: Am Ende der Lüge (Fernsehreihe)
- 2000: Kein Weg zurück
- 2001: Verbotene Küsse (als Kovich)
- 2001: Vera Brühne (als Kriminalmeister Steenke)
- 2002: Herzen in Fesseln (als Dr. Bergmann)
- 2007: Das Geheimnis der falschen Mutter (als Arzt im Krankenhaus)
- 2008: Operation Walküre – Das Stauffenberg-Attentat (als Soldat)
- 2016: Mörderische Stille
- 2021: Ruhe! Hier stirbt Lothar
- 2022: Schule am Meer – Frischer Wind
- 2023: Conti – Meine zwei Gesichter

### Fernsehserien
- 1988–1989 Ein Fall für zwei (Krimiserie, 10 Episoden)
  - 1988: Die Akte Kramm
  - 1989: Seitensprung
  - 1990: Blutige Rosen
  - 1991: Filmriß
  - 1994: Schuss ins Herz
  - 1994: Die letzte Präsentation
  - 1995: Konkurs
  - 1996: Ausweg Mord
  - 1998: Nur der Sieg zählt
  - 1999: Von Nagel zu Nagel
- 1994–1999 Die Kommissarin (Krimiserie, 2 Episoden)
  - 1994: Blumen für den Mörder
  - 1999: Rattenstall
- 1996–2013 Tatort (Krimireihe, 16 Folgen)
  - 1996: Heilig Blut
  - 1998: Todesbote
  - 2002: Wolf im Schafspelz
  - 2002: Undercover
  - 2003: Leyla
  - 2004: Abgezockt
  - 2004: Gefährliches Schweigen
  - 2005: Letzte Zweifel
  - 2005: Am Abgrund
  - 2006: Unter Kontrolle
  - 2006: Der Lippenstiftmörder
  - 2006: Revanche
  - 2006: Nachtwanderer
  - 2007: Roter Tod
  - 2007: Sterben für die Erben
  - 2013: Feuerteufel
- 1998–2002 girl friends – Freundschaft mit Herz
  - 1998: Doppelhochzeit
  - 2002: Demnächst auf Wolke Sieben
  - 2002: Entscheidungen
- 1999: Ärzte: Dr. Vogt — Leben auf dem Spiel
- 2000–2009 Bella Block (Krimiserie, 2 Episoden)
  - 2000: Am Ende der Lüge
  - 2009: Vorsehung
- 2007: SOKO Wismar – Tödliche Tulpen
- 2007: Küstenwache – Alles hat seinen Preis
- 2008: Post Mortem – Schutzlos
- 2009: Der Dicke – Voll ins Herz
- 2014–2022 Großstadtrevier (Krimiserie, 3 Episoden)
  - 2014: Am Abgrund
  - 2019: Im Zweifel
  - 2022: Königs Fall
- 2014: Die Pfefferkörner – Abschied tut weh
- 2015: Morden im Norden – Die Teufelsinsel
- 2015 Stralsund (Krimiserie, 2 Episoden)
  - 2015: Stralsund: Es ist nie vorbei
  - 2015: Stralsund: Kreuzfeuer
- 2022: Solo für Weiss – Todesengel (Fernsehreihe)
- 2024: SOKO Hamburg: Tödliche Tradition (Fernsehserie)

## Sprechrollen (Auswahl)
Benedict Wong
- 2014–2016: Marco Polo als Kublai Khan
- 2016: Doctor Strange als Wong
- 2018: Avengers: Infinity War als Wong
- 2019: Avengers: Endgame als Wong
- 2021: What If…? als Wong
- 2021: Shang-Chi and the Legend of the Ten Rings als Wong
- 2021: Spider-Man: No Way Home als Wong
- 2022: Doctor Strange in the Multiverse of Madness als Wong
- 2022: She-Hulk: Die Anwältin als Wong

Olivier Gourmet
- 2012: The Lookout – Tödlicher Hinterhalt (Le guetteur) als Franck
- 2013: Zärtlichkeit (La Tendresse) als Frans
- 2016: Stromaufwärts (En amont du fleuve) als Homer

### Filme
- 2005: Die rote Verschwörung (Archangel) für Igor Filippov als Major Kretov
- 2009: La Linea – The Line (La Linea) für Joe Morton als Hodges
- 2009: Der Mann, der Yngve liebte (Mannen som elsket Yngve) für Jørgen Langhelle als Terje Orheim
- 2009: Verdammnis (Flickan som lekte med elden) für Mikael Spreitz als Ronald Niedermann
- 2010: Terry Pratchett – Ab die Post (Going Postal) für Nicholas Farrell als Mr. Pump
- 2010: Little Big Soldier (大兵小將) für Du Yuming als Guard Wu
- 2010: Vergebung (Luftslottet som sprängdes) für Mikael Spreitz als Ronald Niedermann
- 2010: Willkommen bei den Rileys (Welcome to the Rileys) für Jack Moore als Roger
- 2011: Detective K: Im Auftrag des Königs (조선명탐정: 각시투구꽃의 비밀) für Oh Dal-su als Han Seo-pil
- 2011: Sons of Norway (Sønner av Norge) für Sven Nordin als Magnus
- 2012: I, Anna für Ralph Brown als George Stone
- 2012: Thomas & seine Freunde: Das Geheimnis um den Blauen Berg für Matt Wilkinson als Merrick
- 2013: Antboy – Der Biss der Ameise (Antboy) für Frank Thiel als Vater
- 2013: Der Fremde am See (L’inconnu du lac) für Patrick d’Assumçao als Henri
- 2013: Gloria für Alejandro Goic als Gabriel
- 2013: Lauf Junge lauf für Zbigniew Zamachowski als Hersch Fridman
- 2013: Liebe ist das perfekte Verbrechen (L’amour est un crime parfait) für Denis Podalydès als Richard
- 2014: Viel Lärm um nichts (Much Ado About Nothing) für Nathan Fillion als Dogberry
- 2014: Behaving Badly – Brav sein war gestern (Behaving Badly) für Jason Lee als Pater Krumins
- 2014: Escobar: Paradise Lost für Manu Gomez als Bambi
- 2014: Get – Der Prozess der Viviane Amsalem (Get — Ha’mishpat shel Vivian Amsalem) für Sasson Gabai als Shimon Amsalem
- 2014: Maps to the Stars für Joe Pingue als Arnold
- 2015: Assassination (암살) für Cho Jin-woong als Chu Sang-ok / Big Gun
- 2015: Mr. Holmes für John Sessions als Mycroft Holmes
- 2016: Der Landarzt von Chaussy (Médecin de campagne) für Philippe Bertin als Guy
- 2016: Rogue One: A Star Wars Story für Jiang Wen als Baze Malbus
- 2016: Unterwegs mit Jacqueline (La Vache) für Abdellah Chakiri als Mokhtar
- 2016: Thomas & seine Freunde: Das große Rennen für Rob Rackstraw als Axel
- 2017: Shimmer Lake für Rainn Wilson als Andy Sikes
- 2017: The Florida Project für Carl Bradfield als Charlie Coachman
- 2017: Die Weihnachtskarte (Christmas Inheritance) für Neil Crone als Jim Langford
- 2017: Thomas & seine Freunde: Auf großer Reise für Jim Howick als Hurricane
- 2018: Thomas & seine Freunde: Große Welt! Große Abenteuer! für Peter André als Ace
- 2019: Dark Crimes für Vlad Ivanov als Piotr
- 2024: Mufasa: Der König der Löwen für Mads Mikkelsen als Kiros

### Serien
- 2007–2010: H2O – Plötzlich Meerjungfrau (H2O: Just Add Water) für Alan David Lee als Don Sertori
- 2008: Naruto (NARUTO -ナルト-) für Hideyuki Umezu als Amachi
- 2010: Hautnah – Die Methode Hill (Wire in the Blood) für Michael Smiley als Dr. Laim Kerwin
- 2011–2012: Die Avengers – Die mächtigsten Helden der Welt (The Avengers: Earth’s Mightiest Heroes) für Brian Bloom als Steve Rogers / Captain America
- 2012–2015: Mike der Ritter (Mike the Knight) als Funki
- 2013: Bleak House für Hugo Speer als Sergeant George
- 2013–2015: Hatufim – In der Hand des Feindes (חטופים) für Yoram Toledano als Nimrod Klein
- 2013–2016: Der kleine Tiger Daniel (Daniel Tiger’s Neighborhood) für Jamie Watson als König Frederick
- 2014: Arrested Development für Terry Crews als Herbert Love
- 2014: The Tunnel – Mord kennt keine Grenzen (The Tunnel) für James Frain als Kieran Ashton
- 2014–2017: Line of Duty für Neil Morrissey als Nigel Morton
- seit 2014: Verschiedene Rollen in Thomas & seine Freunde
- 2015: Chasing Life für Steven Weber als Dr. George Carver
- 2015–2017: Noragami für Daisuke Ono als Daikoku
- 2015–2019: Die Zeugen (Les Témoins) für Jan Hammenecker als Justin
- 2016: Ascension für Gil Bellows als Harris Enzmann
- 2016: Tut – Der größte Pharao aller Zeiten (Tut) für Houssin Djitti als Suhad’s Vater
- 2016–2017: The Cleveland Show für Mike Henry als Cleveland Brown, Sr.
- 2016–2017: 19-2 für Conrad Pla als Sergent Julien Houle
- 2016–2017: The Crown für Jared Harris als König George VI.
- 2016–2017, 2022: Stranger Things für Matthew Modine als Dr. Martin Brenner
- 2016–2017: Victoria für Rufus Sewell als Lord Melbourne
- 2017: Agatha Christie: Mörderische Spiele (Les Petits Meurtres d’Agatha Christie) für Samuel Labarthe als Swan Laurence
- 2017–2018: Die Braut des Magiers (魔法使いの嫁) für Ryōta Takeuchi als Elias Ainsworth
- 2018: Gintama für Kazuya Nakai als Hijikata Toushiro
- 2018: The Team für Navid Negahban als Said Gharbour
- 2018: Altered Carbon – Das Unsterblichkeitsprogramm (Altered Carbon) für James Purefoy als Laurens Bancroft
- 2018: The Good Cop für Tony Danza als Anthony „Tony“ Caruso Sr.
- 2018–2019: Arrested Development für Jason Bateman als Michael Bluth
- 2019: Hunter × Hunter für Jirou Saitou als Leol
- 2019: Total Dreamer – Träume werden wahr (Totalmente Demais) für Paulo Rocha als Erondino „Dino“ Machado
- 2019: Great News für John Michael Higgins als Chuck Pierce
- 2019: Undercover für Tom Waes als Bob Lemmens
- 2020: La Valla – Überleben an der Grenze für Abel Folk als Luis Covarrubias
- 2020: Ninjago für Alessandro Juliani als Okino
- 2022: The Cuphead Show! für Joe Hanna als Opa Kessel

- seit 2022: Der Herr der Ringe: Die Ringe der Macht für Ben Daniels als Cirdan

## Videospiele (Auswahl)
- 2014: The Evil Within als Valerio Jimenez u. a.
- 2016: Dishonored 2: Das Vermächtnis der Maske als Aramis Stilton
- 2017: Everspace als Seth Nobu
- 2018: Shadow of the Tomb Raider als Commander Rourke
- 2018: The Walking Dead: The Final Season als Yonatan
- 2020: Mafia: Definitive Edition als Detective Norman
- 2021: Resident Evil Village als Leonardo
- 2023: Alan Wake II als Deputy Mulligan

## Hörbücher (Auszug)
- 2009: Der Kruzifix-Killer von Chris Carter, Hörbuch Hamburg, Hamburg, 4 CDs 277 Min., ISBN 978-3-86909-030-6
- 2011: Der Vollstrecker von Chris Carter, Hörbuch Hamburg, Hamburg, 4 CDs 282 Min., ISBN 978-3-86909-064-1
- 2013: Stirb, mein Prinz von Tania Carver, Hörbuch Hamburg, Hamburg, 6 CDs 464 Min., ISBN 978-3-89903-863-7
- 2014: Die Gottespartitur von Edgar Rai, Jumbo Neue Medien & Verlag, 4 CDs 300 Min., ISBN 978-3-8337-3298-0
- 2022: Todesrache von Andreas Gruber, Der Hörverlag, Hörbuch-Download, 10 Stunden & 58 Minuten, ISBN 978-3-8445-4587-6
- 2022: Leichenschilf. Ein Kommissar-Bark-Krimi von Anna Jansson, Der Audio Verlag, Hörbuch-Download, ISBN 978-3-7424-2410-5 (mit Vanida Karun)
- 2023: Frederic Hecker: Morddurst, Random House Audio, ISBN 978-3-8371-6230-1 (Fuchs & Schuhmann 3, Hörbuch Download)
- 2024: Andreas Gruber: Die Engelsmühle, der Hörverlag, ISBN 978-3-8445-5111-2 (Peter Hogart ermittelt 2, Hörbuch Download)
- 2025: Frank Goldammer: Haus der Geister, der Audio Verlag, ISBN 978-3-7424-3417-3 (Kriminalrat Gustav Heller - Buch 2)

Arne Dahl: A-Gruppen-Reihe
- 2011: Opferzahl von Arne Dahl, Osterwold Audio, Hamburg, 5 CDs 363 Min., ISBN 978-3-86952-076-6
- 2013: Bußestunde von Arne Dahl, Hörbuch Hamburg, Hamburg, 6 CDs 452 Min., ISBN 978-3-86952-085-8
- 2014: Der elfte Gast von Arne Dahl, Hörbuch Hamburg, Hamburg, 6 CDs 450 Min., ISBN 978-3-86952-224-1

Jo Nesbø: Harry-Hole-Reihe
- 2010: Kakerlaken von Jo Nesbø, Hörbuch Hamburg, Hamburg, 5 CDs 394 Min., ISBN 978-3-86909-114-3
- 2011: Rotkehlchen von Jo Nesbø, Hörbuch Hamburg, Hamburg, 6 CDs 455 Min., ISBN 978-3-86909-121-1
- 2011: Die Larve von Jo Nesbø, Hörbuch Hamburg, Hamburg, 6 CDs 449 Min., ISBN 978-3-86909-123-5
- 2014: Koma von Jo Nesbø, Hörbuch Hamburg, Hamburg, 7 CDs 533 Min., ISBN 978-3-86909-162-4

Thomas Harris: Hannibal-Lecter-Reihe
- 2019: Roter Drache von Thomas Harris, Random House Audio, ISBN 978-3-8371-4975-3 (Hörbuch-Download)

Andreas Gruber: Marten S. Sneijder Reihe
2011 Todesfrist,
2015 Todesurteil,
2016 Todesmärchen,
2017 Todesreigen,
2019 Todesmal,
2021 Todesschmerz,
2022 Todesrache

## Hörspiele (Auswahl)
- 1998: Diane Samuels: Überlebensbilder: Kindertransport (Nazi-Grenzoffizier/Englischer Betreuer/Postbote/Bahnhofsaufseher) – Regie: Ulrike Brinkmann (Hörspielbearbeitung – NDR)
- 2004: Annelies Tock: Blume im Wind (Vater) – Regie: Iris Drögekamp (Kinderhörspiel – SWR)
- 2014: Joachim Ringelnatz: Als Mariner im Krieg – Regie: Harald Krewer (Hörspiel – NDR/DKultur)
- seit 2009: ab Folge 1 (Als Helmut Grevenbroich) in Die drei !!!
- seit 2021: ab Folge 221 (Als Kommissar Emil Glockner) in TKKG